# 陆志鹏
陆志鹏（1964年10月—），男，河南孟津人，中华人民共和国政治人物。在职博士学位，高级工程师，曾任泰州市人民政府市长，中共南通市委书记。现任中国电子信息产业集团有限公司副总经理。

## 生平
1984年12月加入中国共产党。1987年毕业于南京航空学院电子工程系，后留校工作。1995年1月，任南京航空航天大学团委书记。
1996年1月，任南京市仪器仪表工业公司副经理；1997年1月，任南京市仪器仪表工业公司副经理兼南京仪表控股（集团）有限公司副总经理。
1999年3月，任南京团市委书记。
2002年6月，任南京建邺区委副书记。2002年11月，建邺区代区长、区长；2006年3月，中共建邺区委书记；2010年7月，任南京市人民政府副市长、中共建邺区委书记。
2011年4月，任江苏省人民政府副秘书长。
2013年12月，任泰州市人民政府市长。
2016年1月，任中共南通市委书记。
2019年12月，任中国电子信息产业集团有限公司副总经理。